# Reynoud Homan
Reynoud Homan (Eindhoven, 1956) is een Nederlands grafisch ontwerper, wiens werk vaak (internationaal) bekroond is.
Hij studeerde grafisch ontwerpen aan de Haagse Academie van Beeldende Kunsten en aan de University of Reading. Na bij Total Design in Amsterdam gewerkt te hebben, vestigde hij zich in 1986 als zelfstandig ontwerper. Hij woont en werkt in Muiderberg.
Homan is onder meer bekend van de Monografieën van Nederlandse architecten (1989–98), een reeks voor de Rotterdamse uitgeverij 010, een van zijn belangrijke opdrachtgevers. Daarnaast heeft hij zich gespecialiseerd in belettering op gebouwen (bijvoorbeeld CoBrA Museum Amstelveen).
In de Bibliotheek van de Universiteit van Amsterdam bevindt zich de Collectie Reynoud Homan.